# Sotabar
Sotabar is een bestuurslaag in het regentschap Pamekasan van de provincie Oost-Java, Indonesië. Sotabar telt 3925 inwoners (volkstelling 2010).